# Liste des bannières des souverains de Bretagne
 (avril 2014).
Cet article contient une liste des bannières des souverains de Bretagne.

## Ducs de Bretagne
| Duc                                           | Règne               | Notes                                                                               | Bannière              |
| --------------------------------------------- | ------------------- | ----------------------------------------------------------------------------------- | --------------------- |
| Hoël II (x-x)                                 | 1066 - 1084         | Maison de Cornouaille                                                               |                       |
| Alain IV Fergent (x-x)                        | 1084 - 1112         | Maison de Cornouaille                                                               |                       |
| Conan III le Gros (x-x)                       | 1112 - 1148         | Maison de Cornouaille                                                               |                       |
| Eudes de Porhoët (? - v. 1173)                | 1148 - 1156         |                                                                                     |                       |
| Conan IV le Petit (v. 1138 - 20 février 1171) | 1156 - 1166         | Bannière d'Alain le Noir, lord de Richmond, comte de Cornouailles, père de Conan IV | Conan IV et Constance |
| Constance (v. 1161 - Septembre 1201)          | 1166 - 1196         | Bannière d'Alain le Noir, lord de Richmond, comte de Cornouailles, père de Conan IV | Conan IV et Constance |
| Arthur Ier (29 mars 1187 – 3 avril 1203)      | 1196 - 1203         | Bannière possible                                                                   | Arthur Ier            |
| Guy de Thouars (? - 13 avril 1213)            | Régence 1203 - 1213 |                                                                                     | Guy de Thouars        |
| Pierre Mauclerc (1191-6 juillet 1250)         | 1213 - 1237         |                                                                                     |                       |
| Jean Ier 1217 ou 1218 – 8 octobre 1286)       | 1237 - 1286         |                                                                                     |                       |
| Jean II (3 janvier 1239 – 18 novembre 1305)   | 1386 - 1305         |                                                                                     |                       |
| Arthur II (25 juillet 1261 - 27 août 1312)    | 1305 - 1312         |                                                                                     |                       |
| Jean III (8 mars 1286 - 30 avril 1341)        | 1312 - 1341         |                                                                                     |                       |

Autres bannières
| Titulaires                                  | Règne       | Notes                                                                                       | Bannière en tant que Duc |
| ------------------------------------------- | ----------- | ------------------------------------------------------------------------------------------- | ------------------------ |
| Pierre Mauclerc (1191-6 juillet 1250)       | 1213 - 1237 | Variante de la bannière ducale utilisée par le baillistre Pierre Mauclerc et le duc Jean II |                          |
| Jean II (3 janvier 1239 – 18 novembre 1305) | 1386 - 1305 | Variante de la bannière ducale utilisée par le baillistre Pierre Mauclerc et le duc Jean II |                          |
| Bannières des héritiers                     |             |                                                                                             |                          |
| Jean Ier 1217 ou 1218 – 8 octobre 1286)     | 1237 - 1286 | Bannière des comtes de Richemont                                                            |                          |
| Jean III (8 mars 1286 - 30 avril 1341)      | 1312 - 1341 | Bannière des comtes de Richemont                                                            |                          |
|                                             |             |                                                                                             |                          |
| Jean Ier 1217 ou 1218 – 8 octobre 1286)     | 1237 - 1286 | Bannière des héritiers de Bretagne, comtes de Richemont                                     |                          |
| Jean II (3 janvier 1239 – 18 novembre 1305) | 1386 - 1305 | Bannière des héritiers de Bretagne, comtes de Richemont                                     |                          |
| Arthur II (25 juillet 1261 - 27 août 1312)  | 1305 - 1312 | Bannière des héritiers de Bretagne, comtes de Richemont                                     |                          |
|                                             |             |                                                                                             |                          |
| Arthur II (25 juillet 1261 - 27 août 1312)  | 1305 - 1312 |                                                                                             |                          |
|                                             |             |                                                                                             |                          |
| Jean III (8 mars 1286 - 30 avril 1341)      | 1312 - 1341 |                                                                                             |                          |
| Jean III (8 mars 1286 - 30 avril 1341)      | 1312 - 1341 | Bannière définitive du duc Jean III en 1316                                                 |                          |

## Familles princières[réf.nécessaire]

Coetmen
Derval
Dinan
Dinan Montafilant
Gibon
Goëlo
Guingamp
Lanvaux
Léon
Malestroit
Rohan
Rougé